# Nhandeara
Nhandeara est une municipalité brésilienne de l'État de São Paulo et la Microrégion de Nhandeara.